# Вашингтон (држава)
Вашингтон (енгл. Washington), држава је САД, која се налази у њеном северозападном делу.  Површина Вашингтона је 184.827 km², а број становника по попису из 2020. је 7.812.880. Главни град је Олимпија, а највећи и најпознатији град је Сијетл.

## Географија
Вашингтон се налази на северозападу континенталног дела Сједињених Држава. Са севера се граничи са Канадском покрајином Британска Колумбија, са истока са Ајдахом, са југа са Орегоном, а на западу излази на Тихи океан.
Највећи град је Сијетл, а остали већи градови су Такома, Спокен, Олимпија и Ванкувер.
Држава Вашингтон се састоји од 39 округа: Адамс, Ајланд, Асотин, Бентон, Вакајакам, Витман, Вала Вала, Вотком, Гарфилд, Грант, Грејс Харбор, Даглас, Јакима, Каулиц, Кинг, Кититас, Китсап, Клалам, Кларк, Кликитат, Колумбија, Линколн, Луис, Мејсон, Оканоган, Панд Ореј, Пасифик, Пирс, Сан Хуан, Скамејнија, Скаџит, Снохомиш, Спокен, Стивенс, Терстон, Фери, Френклин, Џеферсон, Шелан.

## Име
Држава Вашингтон је добила име по првом председнику САД, Џорџу Вашингтону.

## Демографија
| 1900.   | 1910.     | 1920.     | 1930.     | 1940.     | 1950.     | 1960.     | 1970.     | 1980.     | 1990.     | 2000.     | 2010.     |
| ------- | --------- | --------- | --------- | --------- | --------- | --------- | --------- | --------- | --------- | --------- | --------- |
| 518.103 | 1.141.990 | 1.356.621 | 1.563.396 | 1.736.191 | 2.378.963 | 2.853.214 | 3.409.169 | 4.132.156 | 4.866.692 | 5.894.121 | 6.724.540 |

### Највећи градови
| Сијетл Спокен | 1.  | Сијетл      | 608.660 | Такома Ванкувер |
| Сијетл Спокен | 2.  | Спокен      | 208.916 | Такома Ванкувер |
| Сијетл Спокен | 3.  | Такома      | 198.397 | Такома Ванкувер |
| Сијетл Спокен | 4.  | Ванкувер    | 161.791 | Такома Ванкувер |
| Сијетл Спокен | 5.  | Белвју      | 122.363 | Такома Ванкувер |
| Сијетл Спокен | 6.  | Еверет      | 103.019 | Такома Ванкувер |
| Сијетл Спокен | 7.  | Кент        | 92.411  | Такома Ванкувер |
| Сијетл Спокен | 8.  | Јакима      | 91.067  | Такома Ванкувер |
| Сијетл Спокен | 9.  | Рентон      | 90.927  | Такома Ванкувер |
| Сијетл Спокен | 10. | Федерал Веј | 89.306  | Такома Ванкувер |